# عداي السلطاني
عداي السلطاني (1962)، شاعر شعبي عراقي من مواليد محافظة بابل ناحية الشوملي، في عام 1993 أُقيم مهرجان للشعراء الشباب من دون سن الأربعين، شارك فيها الشاعر مع مجموعة من الشعراء الشباب منهم الشعراء عادل محسن والشاعر رحيم المالكي وسمير صبيح واحمد السوداني، وحصل على جائزة المهرجان الأولى. وفي عام 1998 أقامت وزارة الثقافة والاعلام (مهرجان الوجداني الأول) وكان الأول بين مجموعة الشعراء المشاركين، ثم شارك في مسابقة للشعر على قناة السومرية وقد مثل فريق الشاعر مظفر النواب وحصلت مع فريقه على المركز الأول.
عمل رئيساً لتحرير مجلة الجنائن
أمين السر العام في الاتحاد العام للادباء الشعبيين في العراق الذي قام بتأسيسه مع الشاعر جبار فرحان العكيلي.